# Бацула Андрій Сергійович
Андрі́й Сергі́йович Бацу́ла (нар. 6 лютого 1992, Кременчук, Полтавська область, Україна) — український футболіст, захисник полтавської «Ворскли».

## Клубна кар'єра
Вихованець кременчуцького футболу, перший тренер — Олександр Зозуля. У турнірах ДЮФЛУ виступав за місцевий «Кремінь» (77 ігор, 25 голів) і володимир-волинський BRW-ВІК (8 ігор). У 2009 році на запрошення Сергія Свистуна став гравцем полтавської «Ворскли», однак виступав за команду тільки в молодіжній першості (94 гри, 4 голи), де незабаром став капітаном і лідером. Не провівши жодної гри за основний склад, у 2012 році був орендований рідним «Кременем», який виступав на той час у Другій лізі чемпіонату України під керівництвом Свистуна. Провівши в команді рік, у 2013 році відправився на збори з армянським «Титаном», однак команді з Криму не підійшов, після чого повернувся в «Кремінь».
Улітку 2014 року як вільний агент перейшов у кіровоградську «Зірку». У новому клубі практично відразу став основним гравцем. У сезоні 2015/16 разом із командою став переможцем Першої ліги чемпіонату України. Дебютував в Українській Прем'єр-лізі 22 липня 2016 року, вийшовши в основному складі у виїзному матчі проти донецького «Шахтаря».
На початку червня 2017 року підписав 2-річний контракт з представником української Прем'єр-ліги ФК «Олександрія» з однойменного міста.
2 серпня 2018 року став гравцем бельгійського клубу «Кортрейк», підписавши контракт за схемою 3+2.

## Кар'єра в збірній
Виступав за юнацькі збірні України різних вікових груп (6 ігор, 1 гол).

## Досягнення
- Перша ліга чемпіонату України
  -  Переможець: 2015/16